# Arbeitsbuch
Das Arbeitsbuch war ein von staatlichen Stellen ausgestelltes Dokument, das einem Arbeitgeber bei der Einstellung verpflichtend vorzulegen war. Ziel war es, die berufliche Mobilität von Arbeitnehmern zu kontrollieren und von der Zusage durch den früheren Arbeitgeber abhängig zu machen. Damit sollte es Arbeitnehmern unmöglich gemacht werden, Lohnunterschiede zwischen Unternehmen oder Branchen mittels eines Firmenwechsels auszunutzen. Das Arbeitsbuch war somit ein Mittel, die Berufsfreiheit grundsätzlich einzuschränken, nach 1935 zudem ein sozialpolitisches Instrument der Arbeitskräftesteuerung zur Durchführung des Vierjahresplans.
In einigen Ländern wie Slowenien war das Arbeitsbuch noch bis 2009 gebräuchlich und für jeden Arbeitnehmer gesetzlich vorgeschrieben.

## Geschichte

### 19. Jahrhundert
In der Gewerbeordnung des Norddeutschen Bundes war die Führung eines Arbeitsbuches für jugendliche Fabrikarbeiter Pflicht, ohne das eine Anstellung nicht erlaubt war. Diese Regelung wurde durch eine Novelle der Gewerbeordnung für das Deutsche Reich von 1883 auf sämtliche jugendliche gewerbliche Arbeiter, also auch Handwerksgesellen, ausgedehnt. Wiederholte Versuche, Arbeitsbücher auch für erwachsene Arbeiter einzuführen, scheiterten jedoch.

### Nationalsozialismus
In der Zeit des Nationalsozialismus wurden ab 1935 Arbeitsbücher schrittweise auch für alle erwachsenen Arbeitskräfte verbindlich eingeführt.
Am 26. Februar 1935 wurde ein „Gesetz über die Einführung eines Arbeitsbuches“ (RGBl. I, S. 311) erlassen, das wie folgt lautete:
Die Reichsregierung hat das folgende Gesetz beschlossen, das hiermit verkündet wird:
§ 1
(1) Um die zweckentsprechende Verteilung der Arbeitskräfte in der deutschen Wirtschaft zu gewährleisten, wird ein Arbeitsbuch eingeführt.
(2) Den Kreis der Personen, für die Arbeitsbücher eingeführt sind, den Zeitpunkt der Einführung und das Nähere über die Ausgestaltung der Arbeitsbücher bestimmt der Reichsarbeitsminister.
§ 2
Arbeiter und Angestellte, für die nach § 1 Arbeitsbücher auszustellen sind, dürfen von dem Zeitpunkte an, den der Reichsarbeitsminister bestimmt, nur beschäftigt werden, wenn sie im Besitze eines ordnungsmäßig ausgestellten Arbeitsbuches sind.
§ 3
(1) Die Arbeitsbücher werden von den Arbeitsämtern ausgestellt.
(2) Anderen Stellen ist die Ausstellung von Arbeitsbüchern oder ähnlichen Ausweisen, von denen die Einstellung als Arbeiter oder Angestellter oder eine Bevorzugung bei der Einstellung abhängig gemacht werden soll, untersagt, soweit nicht besondere gesetzliche Vorschriften Ausnahmen zulassen.
§ 4
(1) Wer entgegen den Vorschriften des § 2 einen Arbeiter oder Angestellten beschäftigt oder sich als Arbeiter oder Angestellten beschäftigen lässt, wird mit Geldstrafe bis zu einhundertfünfzig Reichsmark oder mit Haft bestraft.
(2) Wer vorsätzlich entgegen den Vorschriften des § 3 Arbeitsbücher oder ähnliche Ausweise ausstellt, wird mit Gefängnis und Geldstrafe oder mit einer dieser Strafen bestraft.
§ 5
Der Reichsarbeitsminister wird ermächtigt, zur Durchführung und Ergänzung dieses Gesetzes Rechtsverordnungen und allgemeine Verwaltungsvorschriften zu erlassen. Er kann darin anordnen, dass und in welchem Umfange bei Zuwiderhandlungen gegen die von ihm erlassenen Bestimmungen die im § 4 angedrohten Strafen Anwendung finden.
§ 6
Dieses Gesetz tritt am 1. April 1935 in Kraft. Durchführungs- und Ergänzungsbestimmungen können schon vor dem Inkrafttreten erlassen werden.

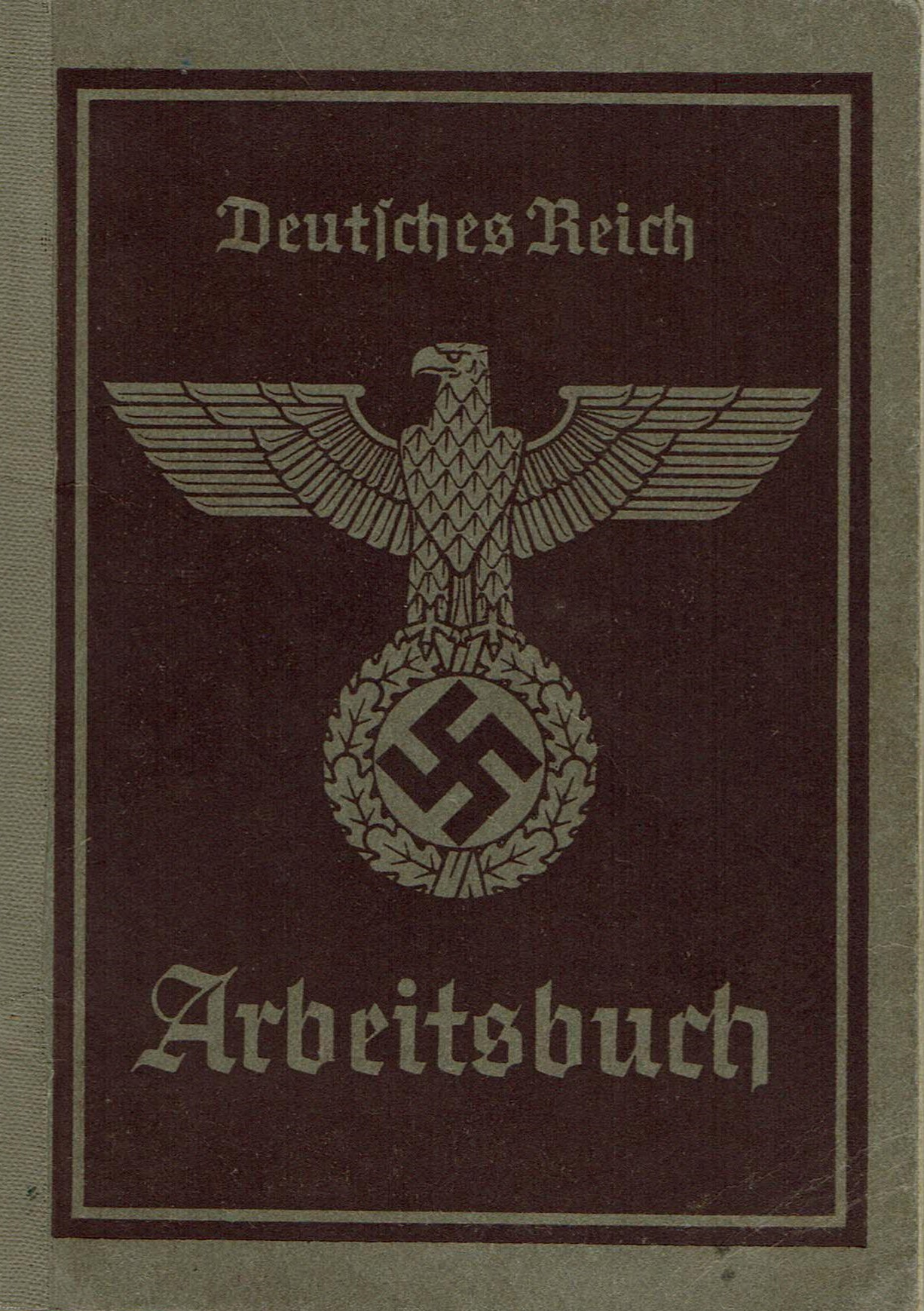
Deutsches Reich Arbeitsbuch
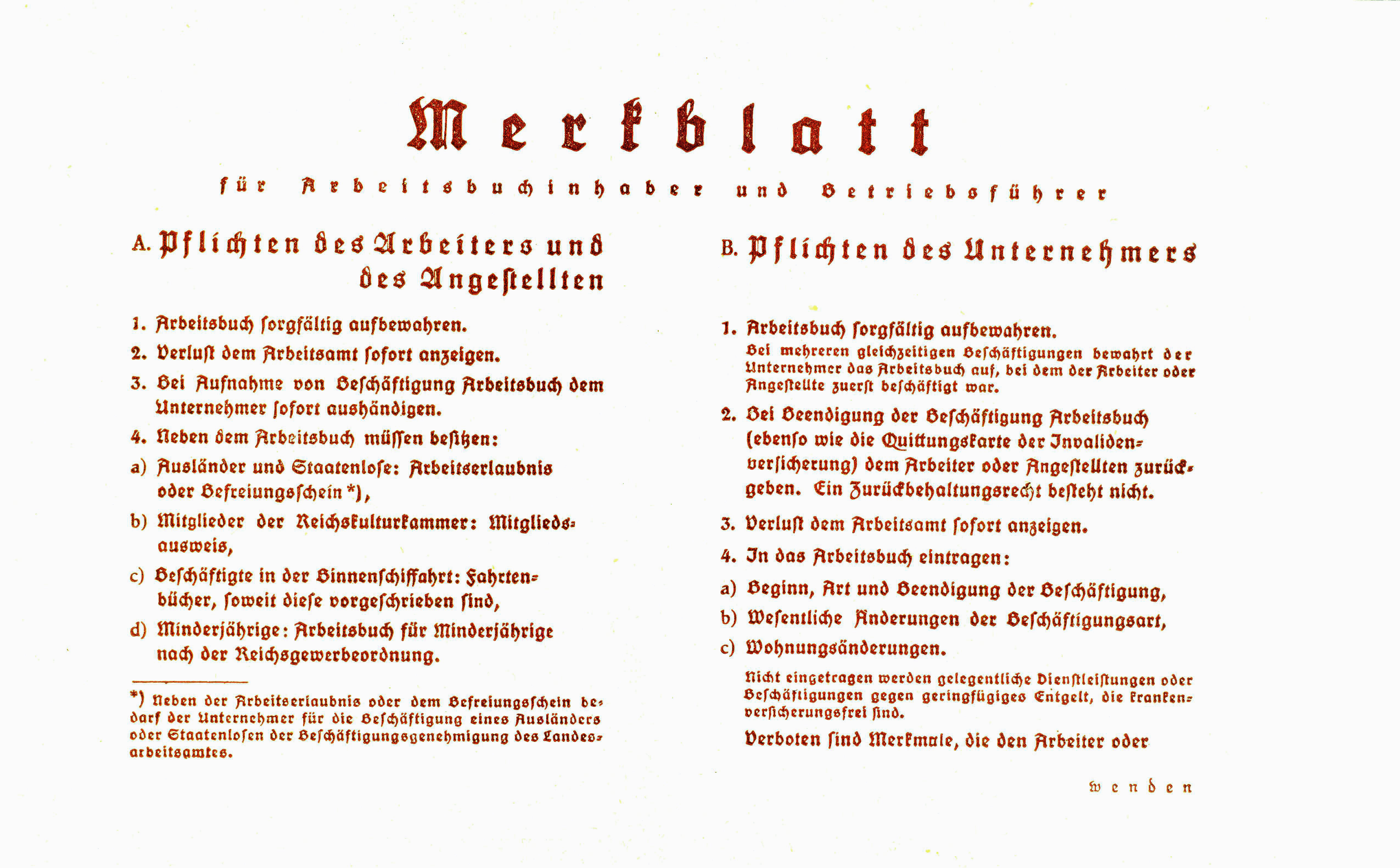
Merkblatt für Arbeitsbuchinhaber und Betriebsführer, Juni 1935
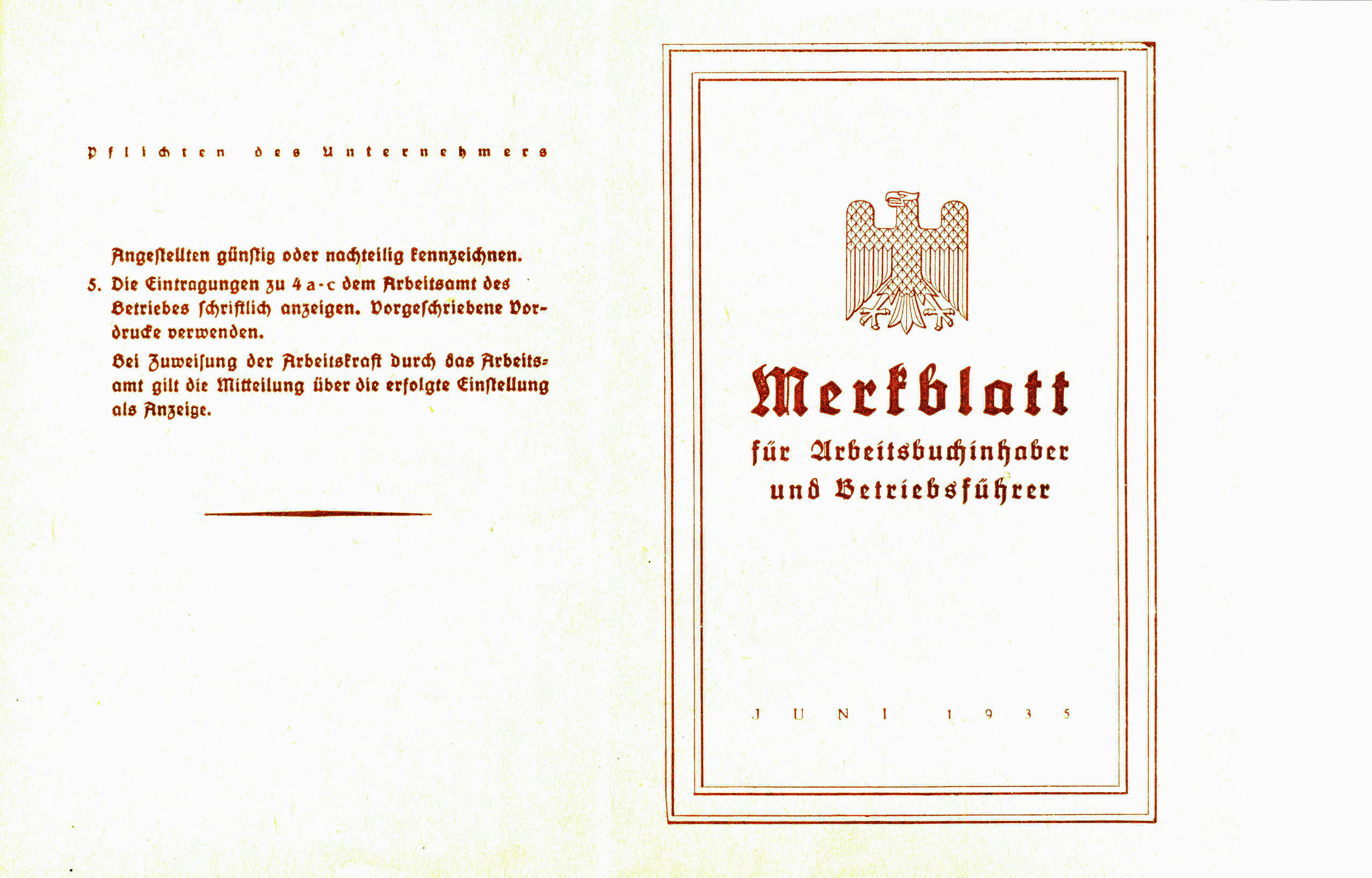
Merkblatt für Arbeitsbuchinhaber und Betriebsführer, Rückseite
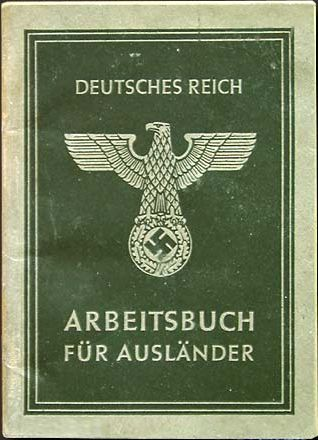
Arbeitsbuch für zivile ausländische Zwangsarbeiter (Mai 1943)
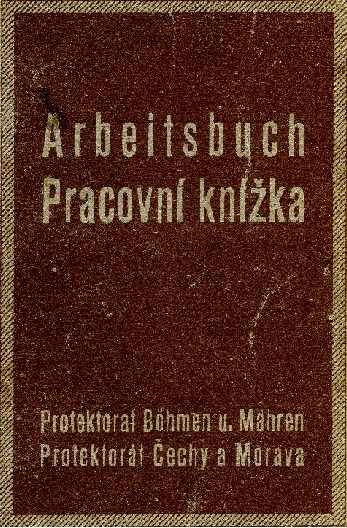
Arbeitsbuchvariante Protektorat Böhmen und Mähren

Das Arbeitsbuch war ein sozialpolitisches Instrument der Arbeitskräftesteuerung und wurde 1935 zuerst für industrielle Mangelberufe wie Bergarbeiter und Metallfacharbeiter eingeführt, dann aber rasch auf andere Berufsgruppen ausgedehnt. 1938 waren rund 22.500.000 Arbeitsbücher von den Arbeitsämtern ausgegeben worden. Das Arbeitsbuch war ein nummeriertes dünnes Heft im Format DIN A 6 mit 32 Seiten. Die ersten drei Ziffern der Arbeitsbuchnummer (z. B. 335 für Arbeitsamt Heidelberg, Nebenstelle Sinsheim) gaben einen Hinweis auf eines der 345 zur Ausfertigung berechtigten Arbeitsämter. Parallel zum Arbeitsbuch wurde unter gleicher Nummer beim ausstellenden Arbeitsamt eine Karteikarte geführt.
Das Arbeitsbuch und die Kartei ermöglichten eine staatliche Lenkung zur „planvollen Verteilung der Arbeitskräfte auf weite Sicht“. „Verzerrungen des Arbeitsmarktes“ sollten abgefangen werden, ohne lohnpolitische Zugeständnisse machen zu müssen. Hermann Göring erklärte im November 1938 im Reichsverteidigungsrat:

„Die Menschenverteilung ist das wichtigste und schwierigste [...] Problem. Wegen des großen Mangels an Arbeitskräften muß eine Methode angewendet werden, die nicht mehr aus dem vollen schöpft, sondern vereinfacht, an Menschen spart. Der Mensch ist ein unersetzlicher Sparstoff.“

Göring plante darum, zur Kriegsvorbereitung alle deutschen Männer und Frauen zwischen dem 14. und 70. Lebensjahr in einer Volkskartei zu erfassen. Als Grundlage sollte die Arbeitsbuchkartei dienen.

### Deutsche Demokratische Republik
In der DDR wurde das Arbeitsbuch teilweise bis 1967 geführt. Bis dahin galt es auch als Sozialversicherungsnachweis.